# بتل (مین)
بتل (به انگلیسی: Bethel) یک منطقهٔ مسکونی در ایالات متحده آمریکا است که در شهرستان آکسفورد، مین واقع شده‌است. بتل ۱۷۰٫۷۱ کیلومتر مربع مساحت و ۲٬۶۰۷ نفر جمعیت دارد و ۲۰۷ متر بالاتر از سطح دریا واقع شده‌است.